# 约翰一世 (特拉比松帝国)
约翰一世·阿克塞颇考斯（希臘語：Ιωάννης Α΄ Αξούχος，拉丁化：Iōannēs I Axoukhos），特拉比松帝国皇帝，1235年至1238年间在位。
约翰一世是特拉比松开国皇帝阿历克塞一世的长子。1222年阿历克塞一世去世后，其女婿安德洛尼卡一世·吉多斯继位。1235年安德洛尼卡一世过世，约翰一世登基为帝。不过他统治期间的事迹并不为人知晓。1238年，他在玩马球（τζυκάνιον）时被马践踏而死。 死后，其弟曼努埃尔一世继承其位。